# Hipparchia vettius
Hipparchia vettius är en fjärilsart som beskrevs av Hans Fruhstorfer 1908. Hipparchia vettius ingår i släktet Hipparchia och familjen praktfjärilar. Inga underarter finns listade i Catalogue of Life.